# Mac OS X 10.7
Mac OS X Lion – ósme główne wydanie systemu operacyjnego dla komputerów Mac tworzonego przez Apple. Został po raz pierwszy publicznie zaprezentowany 20 października 2010 podczas konferencji „Back to the Mac”. Dla klientów indywidualnych dostępny jest od 20 lipca 2011 roku za pośrednictwem sklepu Mac App Store.
Jest to ostatni system serii przed zmianą nazwy na OS X.

## Funkcje
- Mac App Store – stworzony na wzór App Store dla iOS[5]
- Launchpad – ekran z ikonami aplikacji z możliwością grupowania ich w katalogi[6]
- Pełnoekranowe aplikacje – natywna obsługa pełnoekranowych aplikacji[7]
- Mission Control – nowe rozwiązanie łączące znane z poprzednich wersji systemu funkcje Dashboard, Exposé i Spaces[8]
- obsługa gestów Multi-Touch[9]
- Resume – automatyczne zapisywanie stanu i wyglądu aplikacji w czasie jej zamykania i automatyczne ich przywracanie podczas ponownego uruchomienia[10]
- Versions – możliwość wyświetlania stanu zapisanego dokumentu z różnych przedziałów czasowych, włącznie z możliwością kopiowania/przywracania wybranych fragmentów dokumentu[11]
- Auto Save – aplikacje obsługujące tę funkcję nie wymagają ręcznego zapisywania edytowanych dokumentów[11]
- AirDrop – współdzielenie plików w modelu peer-to-peer w obrębie tej samej sieci Wi-Fi między dwoma komputerami Mac[12]

## Wymagania minimalne
- Procesor: Intel Core 2 Duo, Intel Core i3, Intel Core i5, Intel Core i7 lub Xeon[3]
- Pamięć RAM: 2 GB[3]
- Dysk twardy: wolne 4 GB
- System operacyjny: Mac OS X 10.6.8 z zainstalowanym Mac App Store

## Cena i licencjonowanie
Update z wcześniejszej wersji Mac OS X 10.6 Snow Leopard kosztuje 23,99 €.
Uaktualnienie Up-To-Date dla osób które kupiły Macintosha po 6 czerwca 2011 roku jest bezpłatne.
Mac OS X 10.7 Server kosztuje 39,99 €.
System może być zainstalowany bez żadnych dodatkowych kosztów (poza jednorazową opłatą licencyjną) na wszystkich komputerach Mac będących własnością klienta używanych do celów niekomercyjnych.